# Kongemose-Kultur

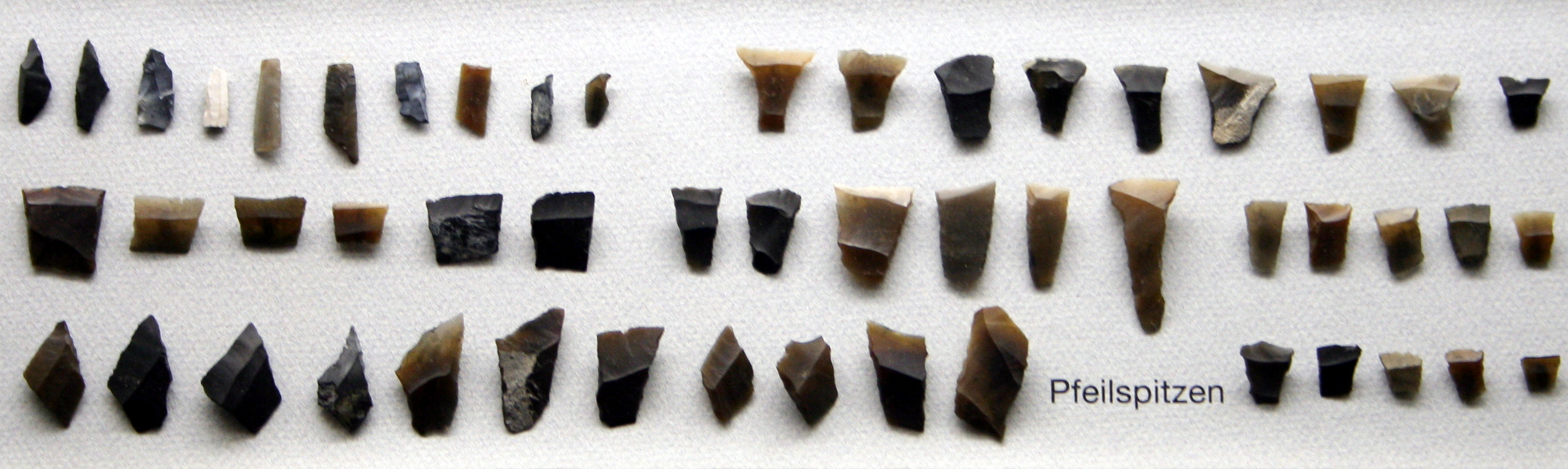
Pfeilspitzen der Kongemose-Kultur

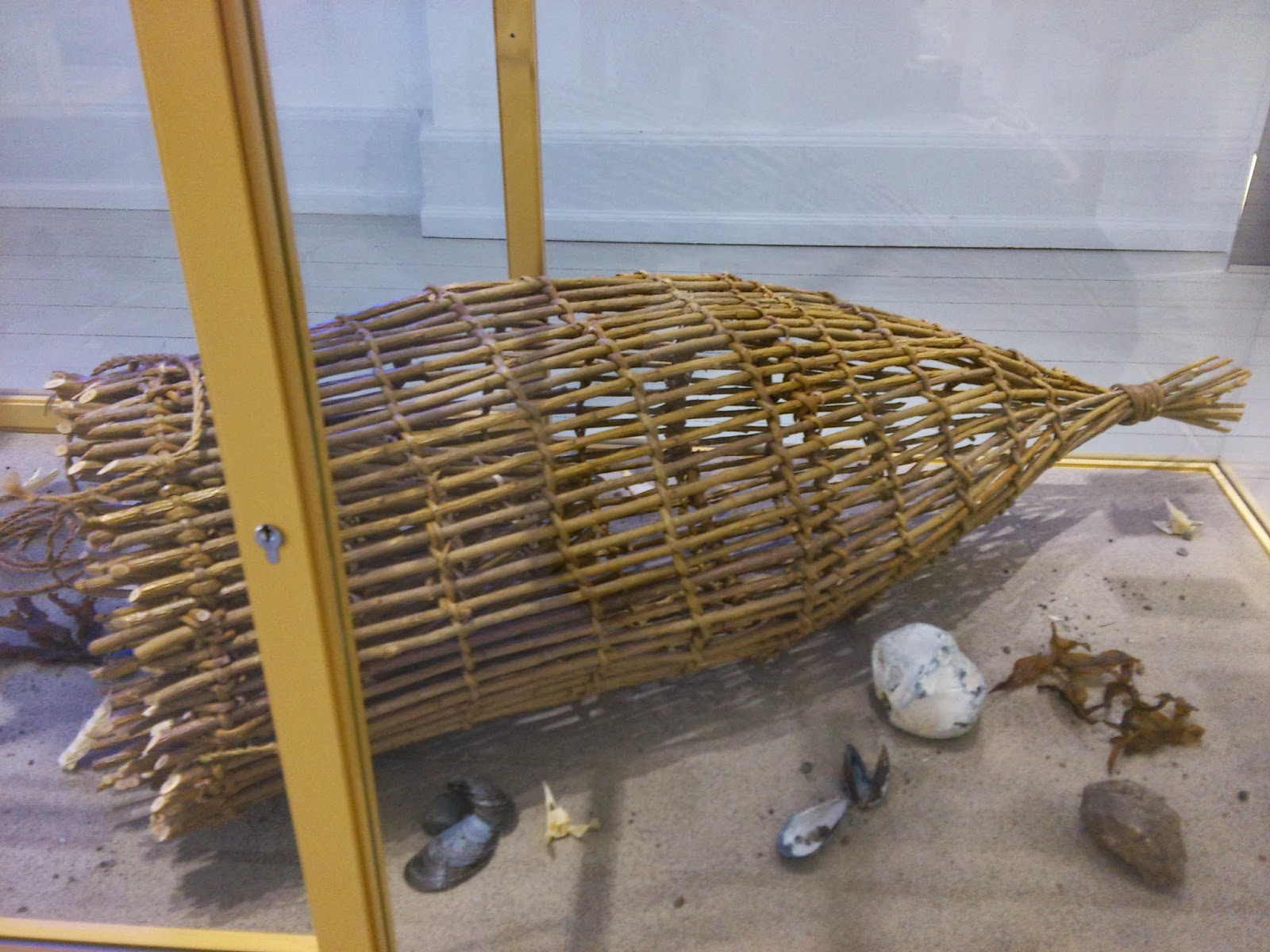
Reuse

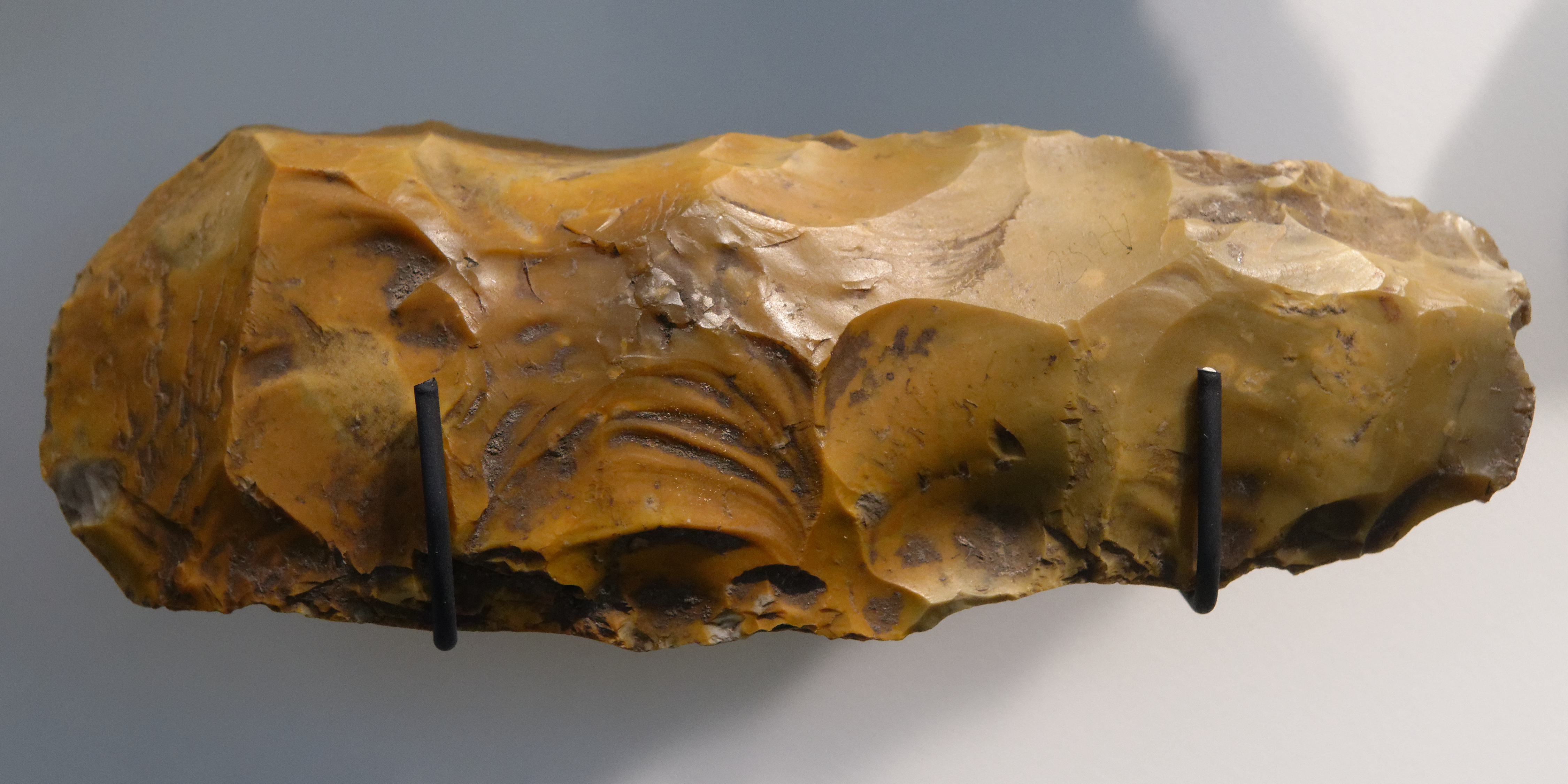
Axt

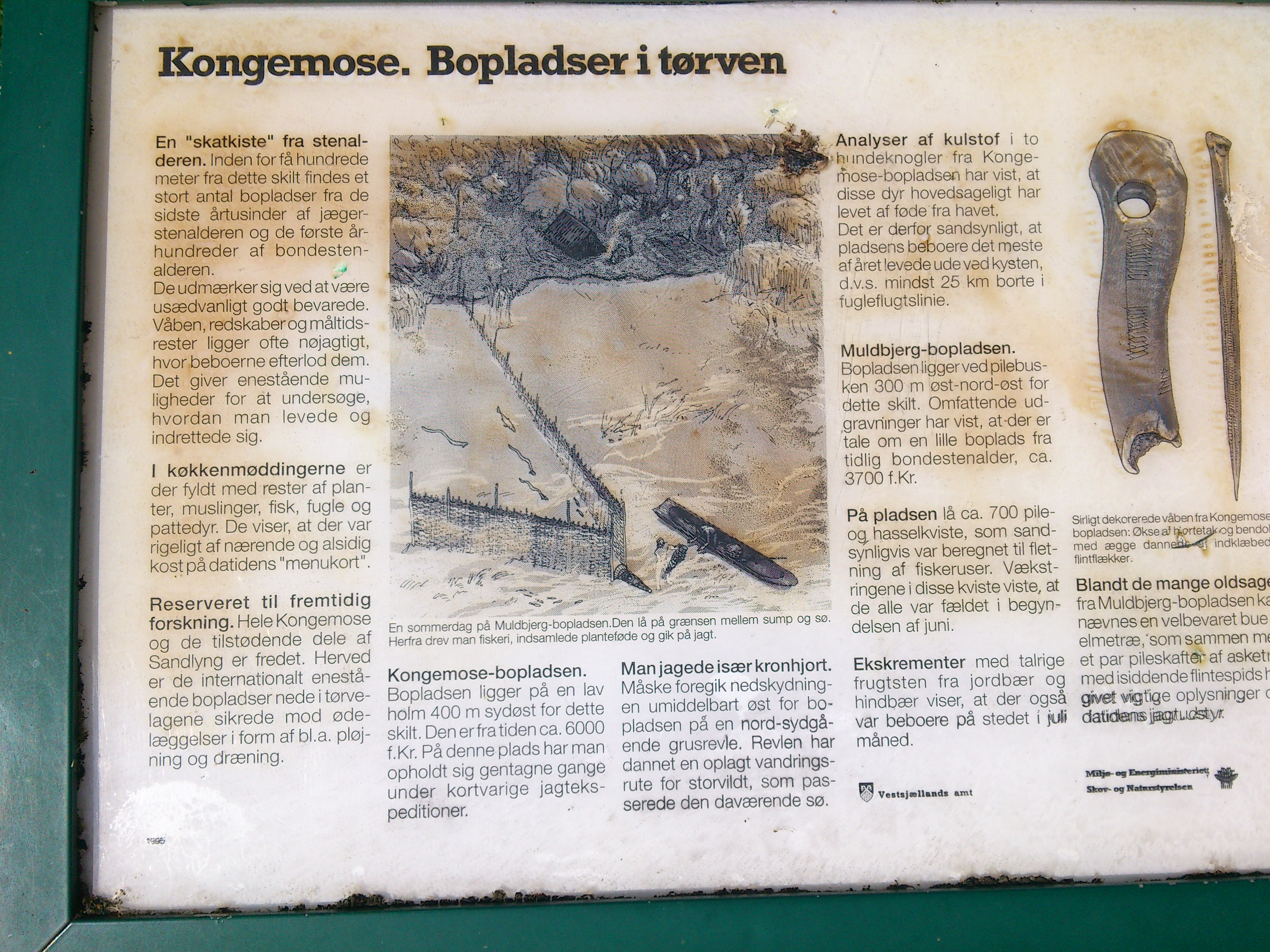
Text

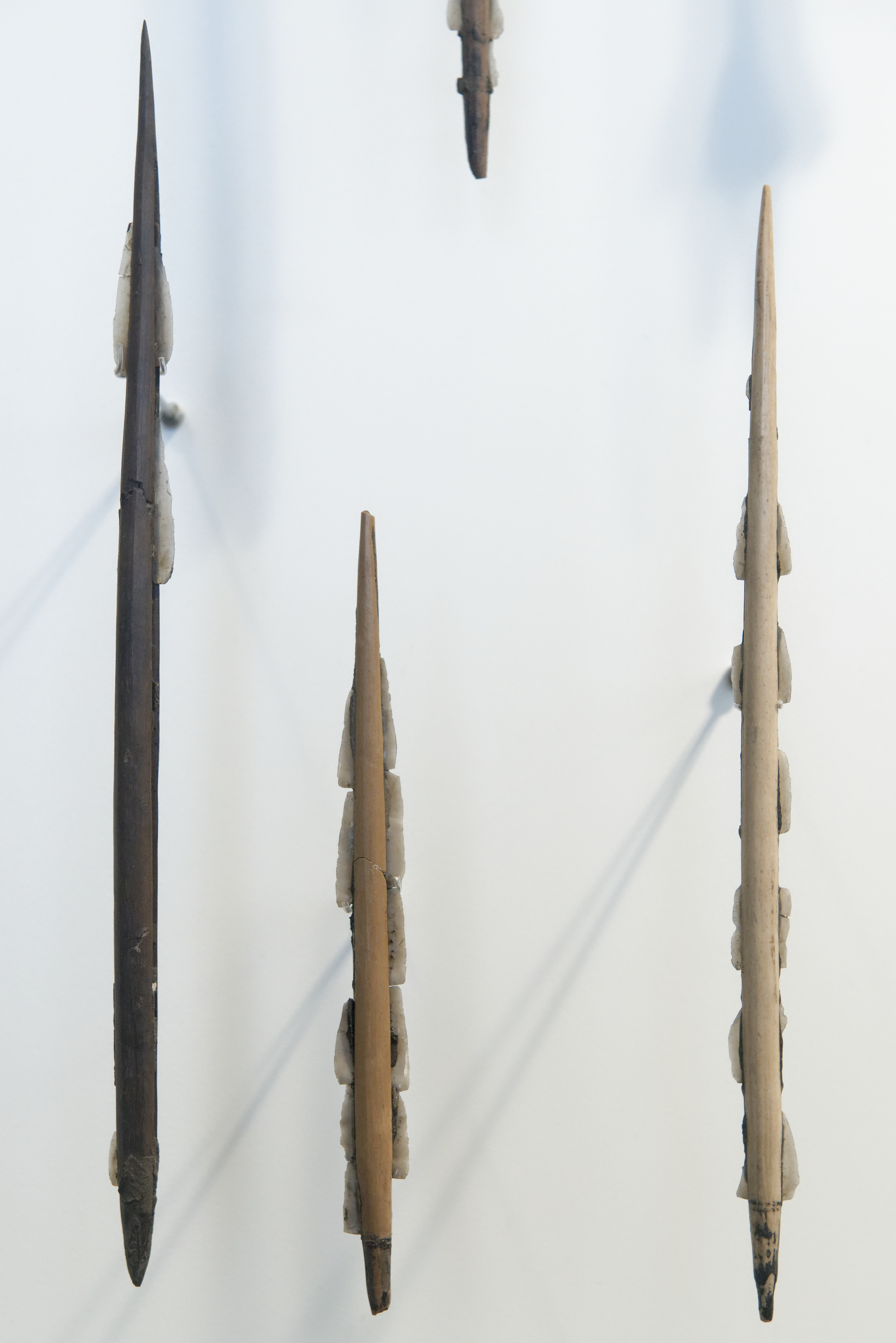
Harpunen

Die Kongemose-Kultur dauerte etwa von 6000 bis 5200 v. Chr. und war eine mesolithische Wildbeuterkultur, die sich von England über das nördliche Mittel- und Osteuropa und das südliche Skandinavien erstreckte. Sie folgt den Stielspitzen-Gruppen und der Maglemose-Kultur und ist Vorläufer der Ertebølle-Kultur. Benannt wurde die Kultur nach einem Fundplatz im Westen Seelands.

## Die Umweltveränderung und ihre Folgen
Durch die steigenden Temperaturen im Holozän stieg der Meeresspiegel erheblich an und führte um 6000 v. Chr. auch zu entsprechenden Rückgängen der Küstenlinie an Nord- und Ostsee. Mit mittleren Sommertemperaturen von etwa 20 °C war es erheblich wärmer als heute. Dänemark erhielt seine heutige Küstenlinie und gliederte sich in die Halbinsel Jütland und die Inseln. Das südliche Dänemark lag höher, die nördlichen Landesteile dagegen niedriger als heute.
Das Warmklima führte zu Veränderungen von Flora und Fauna. Der Wald verwandelte sich allmählich in einen dichten Urwald mit Eichen, Erlen, Eschen, Linden und Ulmen. Die Birken, Fichten und Haseln wurden auf feuchte Niederungen und Uferstreifen verdrängt. In Mittel- und Westjütland blieb der Wald licht und offen. Das Warmklima ermöglichte die Verbreitung von Tier- und Pflanzenarten, die heute nur in südlicheren Ländern vorkommen. Dies betrifft z. B. die Mistel, die Sumpfschildkröte, den Pelikan, den Geier und im Meer den Stachelrochen und den Schwertfisch.

## Jagd
Jagd, Fischfang und Sammeln bestimmten die Lebensform der Menschen. Das Wildschwein und der Hirsch waren die verbreiteten Tierarten. Elch und Auerochse verschwanden von den dänischen Inseln. Das Meer war wärmer und salz- und nahrungshaltiger als heute. Die Fischbestände waren größer. Es gibt nun Küstenwohnplätze, wo auf Seevögel, Robben, kleine Tümmler und Wale Jagd gemacht wird. An den Küsten bildeten Muscheln und Meeresschnecken eine große Molluskenfauna. Erste Køkkenmøddinger entstehen. Üblich werden sie in der nachfolgenden Ertebølle-Kultur. Sie bestehen aus Agglomerationen von Muschel- und Schneckenschalen.
Aus der späten Kongemose-Kultur stammen die ältesten gesicherten Bogenfunde in Dänemark von der Fundstelle Holmegård IV auf Seeland. Gemäß der Ergebnisse einer späteren Ausgrabung von J. Troels-Smith stammen die Funde aus einer Schicht, die sowohl Kongemose-Merkmale als auch Merkmale der folgenden Ertebølle-Kultur aufwies. Dabei handelt es sich um zwei Flachbögen aus Ulmenholz (Ulmus glabra), von denen einer vollständig und einer etwa zur Hälfte erhalten ist. Die Innenseiten der Bögen sind flach, die Außenseiten gerundet. Die Griffpartien sind deutlich eingezogen. Die Originallängen betragen 154 cm beim vollständigen Exemplar und werden bei dem halb erhaltenen sogar auf 184 cm geschätzt.

## Technik
Von den Wohnplätzen sind kreisrunde gepflasterte Herde, dagegen keine Hausreste bekannt. Lagen aus Birkenrinde schützten vor Bodennässe. Charakteristisch für die Kongemose-Kultur sind verzierte Dolche aus Knochen mit eingekitteten Flintklingen als Schneide, die mit Hilfe von Birkenpech befestigt wurden, wie der Fund von Flynderhage in Ostjütland zeigt. Grabfunde zeigen, dass die Dolche am Gürtel getragen wurden. Die wichtigste Neuerung an den Jagdwaffen stellen die großen, schweren, so genannten schiefen oder rhombischen Pfeilspitzen aus Feuerstein dar. Für den Fischfang erscheinen die ältesten Reusen. Netze und Seile sind vom Moorfundplatz Friesack Landkreis Havelland belegt. Das Rösten von Haselnüssen (Corylus avellana) war bekannt.

## Bestattung
Bestattungen mit erhaltenen Skeletten erlauben, das Aussehen und die Lebensumstände der Menschen zu rekonstruieren. Die Kleidung der Frauen war mit Mustern aus Schnecken und tierischen Zähnen bestickt. Männer, Frauen und Kinder wurden auf dem Rücken liegend bestattet und mit Beigaben versehen. Mitunter wurden mehrere Personen – zumeist Frauen und Kinder – gemeinsam bestattet. Zugleich gibt es Gräber mit mehreren Erwachsenen. Aus Schonen sind vereinzelte Brandbestattungen bekannt. Ein jüngerer Mann war bei Vængsø auf der Halbinsel Helgenæs in einem Muschelhaufen bestattet. Schädelverletzungen fand man an einem jungen Individuum von Tybrind vig auf Fünen. Auch andere männliche Skelette weisen Spuren von Gewalteinwirkung auf. Die Skelette zeugen von gesunden Individuen ohne Spuren von Mangelkrankheiten. Dagegen waren rheumatische Leiden und hoher Zahnverschleiß verbreitet, vermutlich als Folge grober Nahrung und der Gewohnheit, Tierfelle zu kauen um sie weich zu machen, eine Sitte, die auch von rezenten Jägervölkern bekannt ist.
Erwachsene Männer erreichten eine Größe von etwa 170 cm, Frauen eine Größe von 155 cm. Die entfernte Verwandtschaft mit dem Cro-Magnon-Mensch aus der Späteiszeit ist erkennbar. Besonders die Gesichtszüge der Frauen sind im Vergleich mit denen heutiger Frauen relativ grob. Die Lebenserwartung betrug maximal 60 Jahre. Der gelegentliche Fund von rotem Ocker in den Gräbern stellt vielleicht die Reste einer Körperbemalung dar.